# 吉田甲子太郎

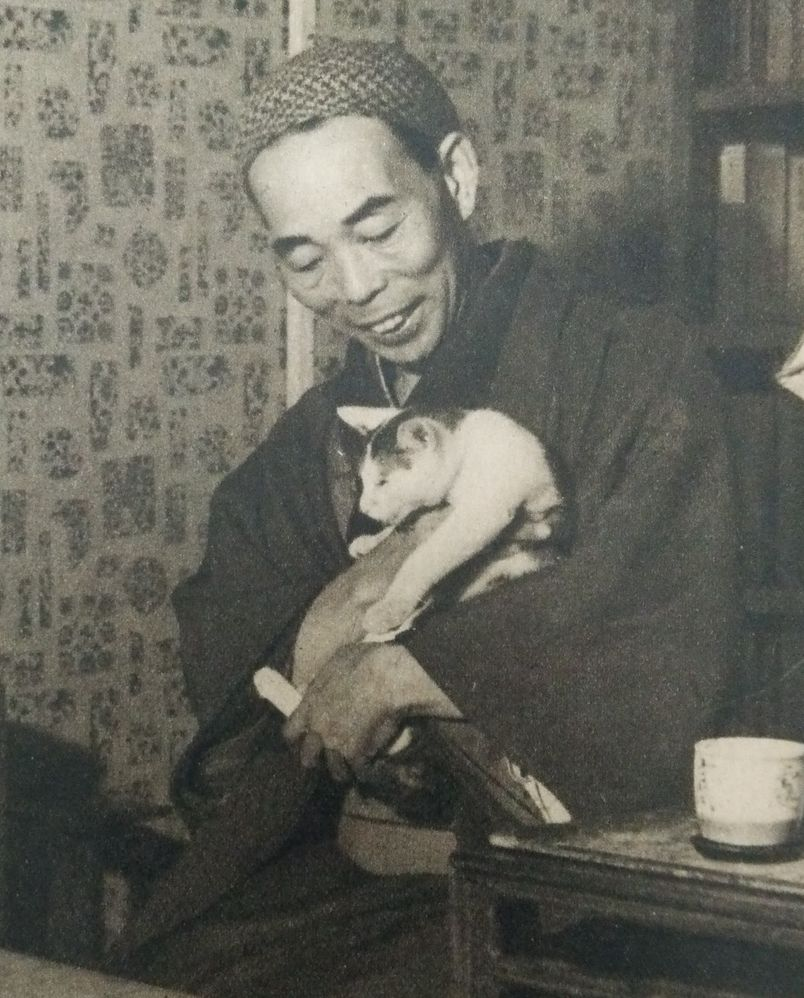
1948年時の近影（アサヒグラフより）

吉田 甲子太郎（よしだ きねたろう、1894年〈明治27年〉3月23日 - 1957年〈昭和32年〉1月8日）は、日本の翻訳家、英文学者、児童文学者。筆名に朝日壮吉、吉田夏村などがある。

## 略歴
群馬県生まれ。東京芝桜田小学校高等科、旧制立教中学校を経て、早稲田大学英文科卒業。
大学卒業後、母校、旧制立教中学校の英語教師となる。大学在学中より山本有三に師事。朝日壮吉などの筆名を用い、中学教師のかたわら、『新青年』などに探偵小説を翻訳するが、1927年ころから児童文学に移行し、少年小説を書く。1932年、新設された明治大学文藝科で、科長となった山本の推薦で教授となる。戦後は明大文学部文学科長を務め、児童雑誌『銀河』の編集にも携わる。1947年、雑誌『少年』に『星野君の二塁打』を発表、1950年代から小学校の国語の教科書に、1970年代から道徳の副読本で、2018年道徳が教科になったのちも、規則の尊重、集団生活の充実というテーマで、2023年まで一部教科書でつかわれた。
1957年1月8日、胃癌のため死去、享年62歳。1月14日、明治大学記念館で文学部葬が行われる。

## 親族
弁護士で明大理事長の吉田三市郎（1878-1953）は兄。

## 著書

### 単著
- 『サランガの冒険』大日本雄弁会講談社、1941年5月。全国書誌番号:46032167。
- 『負けない少年』三学書房、1941年7月。全国書誌番号:45015670。
- 『ジェレミと逃げた友だち』雁書房〈日本童話会・おはなし文庫〉、1947年4月。全国書誌番号:20981102。
- 『源太の冒険』伊原宇三郎絵、朝日新聞社、1947年5月。全国書誌番号:45018095。
- 『かけあしカボチャ』桜井悦絵、雁書房、1948年1月。全国書誌番号:45002021。
- 『源太の冒険』茂田井武絵、共和出版社〈共和文庫 1〉、1948年4月。全国書誌番号:45018096。
- 『兄弟いとこものがたり』河目悌二絵、新潮社、1948年6月。全国書誌番号:45018097。
- 『サランガのぼうけん』牧書店〈学校図書館文庫 7〉、1951年2月。全国書誌番号:45014893。
- 『源太の冒険』渡辺三郎絵、河出書房〈ロビン・ブックス 21〉、1955年9月。全国書誌番号:45027947。
- 『兄弟いとこものがたり』須田寿絵、牧書店〈学校図書館文庫 69〉、1956年11月。全国書誌番号:45014953。
- 『サランガのぼうけん』沢田正太郎絵、牧書店〈新編学校図書館文庫選集〉、1960年1月。全国書誌番号:45019561。
- 『秋空晴れて』斎藤三郎絵、大日本図書〈子ども図書館〉、1967年12月。全国書誌番号:45027571。
- 『サランガのぼうけん』偕成社〈偕成社文庫〉、1981年3月。ISBN 9784035507000。全国書誌番号:81027723。
- 『星野くんの二塁打』小坂茂絵（新版）、大日本図書〈子ども図書館〉、1988年1月。ISBN 9784477175935。全国書誌番号:88017886。

### 編集
- 『小説戯曲評論 月・水・金』健文社〈明治大学文芸科卒業製作選集 第1輯〉、1935年6月。全国書誌番号:47022631。
- 『小説評論 新樹』白水社〈明治大学文芸科卒業製作選集 第2輯〉、1936年6月。全国書誌番号:46074126。
- 『銀河名作選』新潮社、1950年10月。全国書誌番号:45018201。
- 『少年少女作文読本』あかね書房、1951年10月。全国書誌番号:45014147。
- 『人類の進歩につくした人々』新潮社〈新編日本少国民文庫 5〉、1956年9月。全国書誌番号:45019570。

### 翻訳
- レオニード・アンドレエエフ『殴られる「あいつ」』玄文社出版部、1923年5月。全国書誌番号:43042445。
- シャーウッド・アンダスン『卵の勝利』新潮社〈海外文学新選 15〉、1924年9月。全国書誌番号:43040721。
- サックス・ローマ、オースティン・フリーマン『賤民の王・沙漠の船』春陽堂〈探偵小説全集 23〉、1930年2月。全国書誌番号:44062783。
- エドガ・ウォレス『猟奇秘話 黄水仙事件』尖端社、1931年。全国書誌番号:47029841。
- ラドヤード・キップリング『海の子ハービ』田代光絵、講談社、1946年5月。全国書誌番号:45022634。
- ジョージ・ギッシング『短篇集 蜘蛛の巣の家』 上巻、岩波書店〈岩波文庫〉、1946年8月。全国書誌番号:46032339。
- ジョージ・ギッシング『短篇集 蜘蛛の巣の家』 下巻、岩波書店〈岩波文庫〉、1946年8月。全国書誌番号:46032339。
- アッティリオ・ガッティ『サランガの冒険』椛島勝一絵、講談社、1946年12月。全国書誌番号:45023104。
- バーネット夫人『小公子』松野一夫絵、光文社〈少年文庫〉、1949年3月。全国書誌番号:21170756。
- ハリエット・ビーチャー・ストウ『アンクル・トムの小屋』村山知義絵、筑摩書房〈中学生全集 3〉、1950年7月。全国書誌番号:45020895。
- バーネット夫人『小公子』三十書房〈新児童文庫 2〉、1950年12月。全国書誌番号:21057997。
- マージョリー・キナン・ローリングス『子鹿物語 イヤリング』小磯良平絵、新潮社〈世界の絵本 中型版 16〉、1951年12月。全国書誌番号:45019466。
- ジョージ・ギッシング『蜘蛛の巣の家』 上巻、新潮社〈新潮文庫 227〉、1951年9月。全国書誌番号:51010393。
- ジョージ・ギッシング『蜘蛛の巣の家』 下巻、新潮社〈新潮文庫 228〉、1951年9月。全国書誌番号:51010393。
- オスカー・ワイルド『しあわせな王子』日高文夫絵、あかね書房〈世界童話集〉、1953年6月。全国書誌番号:45028198。
- バーネット夫人『小公子』田代光絵、あかね書房〈幼年世界名作全集 1〉、1953年。全国書誌番号:45036170。
- バーネット夫人『小公子』岩波書店〈岩波少年文庫 73〉、1954年。全国書誌番号:45027264。
- C.J.フィンガー『勇敢な仲間』J.ドーガァティ絵、岩波書店〈岩波少年文庫 115〉、1956年4月。全国書誌番号:45027300。
- オスカー・ワイルド『しあわせな王子』日高文夫絵、あかね書房〈幼年世界名作全集 18〉、1956年。全国書誌番号:45036189。
- ラドヤード・キップリング『ジャングル・ブック』新潮社〈新潮文庫〉、1957年。全国書誌番号:57007170。
- ワシントン・アーヴィング『スケッチブック』新潮社〈新潮文庫〉、1957年5月。全国書誌番号:57011357。
- ナサニエル・ホーソーン『ワンダ・ブック』新潮社〈新潮文庫〉、1957年9月。全国書誌番号:57013044。
- ブライアント『ぞうとくじらのつなひき』箕田源二郎絵、麦書房〈雨の日文庫 第6集 11〉、1959年。全国書誌番号:45026650。
- マーク・トウェイン『トム・ソーヤーの冒険』小学館〈少年少女世界名作文学全集 8〉、1961年2月。全国書誌番号:45031474。
- マーク・トウェイン『ハックルベリー・フィンの冒険』玉置正敏絵、東京創元社〈世界少年少女文学全集 7〉、1961年7月。全国書誌番号:45030667。
- ハリエット・ビーチャー・ストウ『アンクル・トム物語』武部本一郎絵、講談社〈少年少女世界名作全集 8〉、1961年10月。全国書誌番号:45035407。
- バーネット夫人『小公子』あかね書房〈たのしい世界の童話 6〉、1962年。全国書誌番号:45035955。
- マーク・トウェイン『トム・ソーヤーの冒険』白井哲絵、偕成社〈少年少女世界名作選 9〉、1967年5月。全国書誌番号:45035390。
- ジョナサン・スウィフト『ガリバー旅行記』杉全直絵、フレーベル館〈トッパンの絵物語 11〉、1968年。全国書誌番号:45035982。
- マーク=トウェイン『ハックルベリー=フィンの冒険』桜井誠絵、偕成社〈偕成社文庫〉、1976年11月。全国書誌番号:76000649。
- マーク・トウェイン『トム=ソーヤーの冒険』（改訂新版）偕成社〈少年少女世界の名作 19〉、1982年5月。ISBN 9784037341909。全国書誌番号:82044186。
- マーク・トウェイン『ハックルベリー=フィンの冒険 上』（改訂版）偕成社〈偕成社文庫〉、1985年12月。ISBN 9784036502707。全国書誌番号:20097047。
- マーク・トウェイン『ハックルベリー=フィンの冒険 下』（改訂版）偕成社〈偕成社文庫〉、1985年12月。ISBN 9784036502806。全国書誌番号:20097048。
- デイビッド・スター・ジョーダン『ぺにろいやるのおにたいじ』福音館書店〈こどものとも絵本〉、2009年4月。ISBN 9784834023336。全国書誌番号:21574259。